# Bittium vancouverense
Bittium vancouverense är en snäckart som beskrevs av Dall och Bartsch 1910. Bittium vancouverense ingår i släktet Bittium och familjen Cerithiidae. Inga underarter finns listade i Catalogue of Life.